# Jorge Díaz Serrano
Jorge Díaz Serrano (Nogales, Sonora, 6 de febrero de 1921 - Ciudad de México, 25 de abril de 2011) fue un ingeniero y político mexicano, miembro del Partido Revolucionario Institucional, senador y director general de Petróleos Mexicanos.

## Carrera profesional
Originario de Nogales, Sonora, donde realizó sus estudios básicos, al terminarlos se trasladó a la Ciudad de México donde estudió y egresó como Ingeniero Mecánico Electricista de la Escuela Superior de Ingeniería Mecánica y Eléctrica (ESIME) del Instituto Politécnico Nacional, datando de esta época su amistad con personajes que llegarían a ocupar altos cargos políticos en México como José López Portillo, Luis Echeverría Álvarez y Arturo Durazo Moreno; al egresar de su carrera profesional fue contratado por la empresa estadounidense Fairbanks Morse, que lo trasladó durante dos años a Chicago como becario y de la que luego se convirtió en representante en México, a partir de 1956 comenzó a realizar inversiones y crear empresas en el sector petrolero como contratista de Petróleos Mexicanos, logrando en esta época fundar al menos cinco diferentes empresas: Electrificación Industrial S. A., Servicios Petroleros EISA, Perforaciones Marinas del Golfo (Permargo), Dragados S. A. y Compañía del Golfo de Campeche S. A. que sustentaron las bases de lo que llegaría ser su fortuna personal, en estas empresas fue socio de entre otros de George H. W. Bush, quien sería presidente de Estados Unidos de 1989 a 1993, además en Estados Unidos fue creador de la compañía petrolera Golden Lane Trirring.

## Director de Pemex

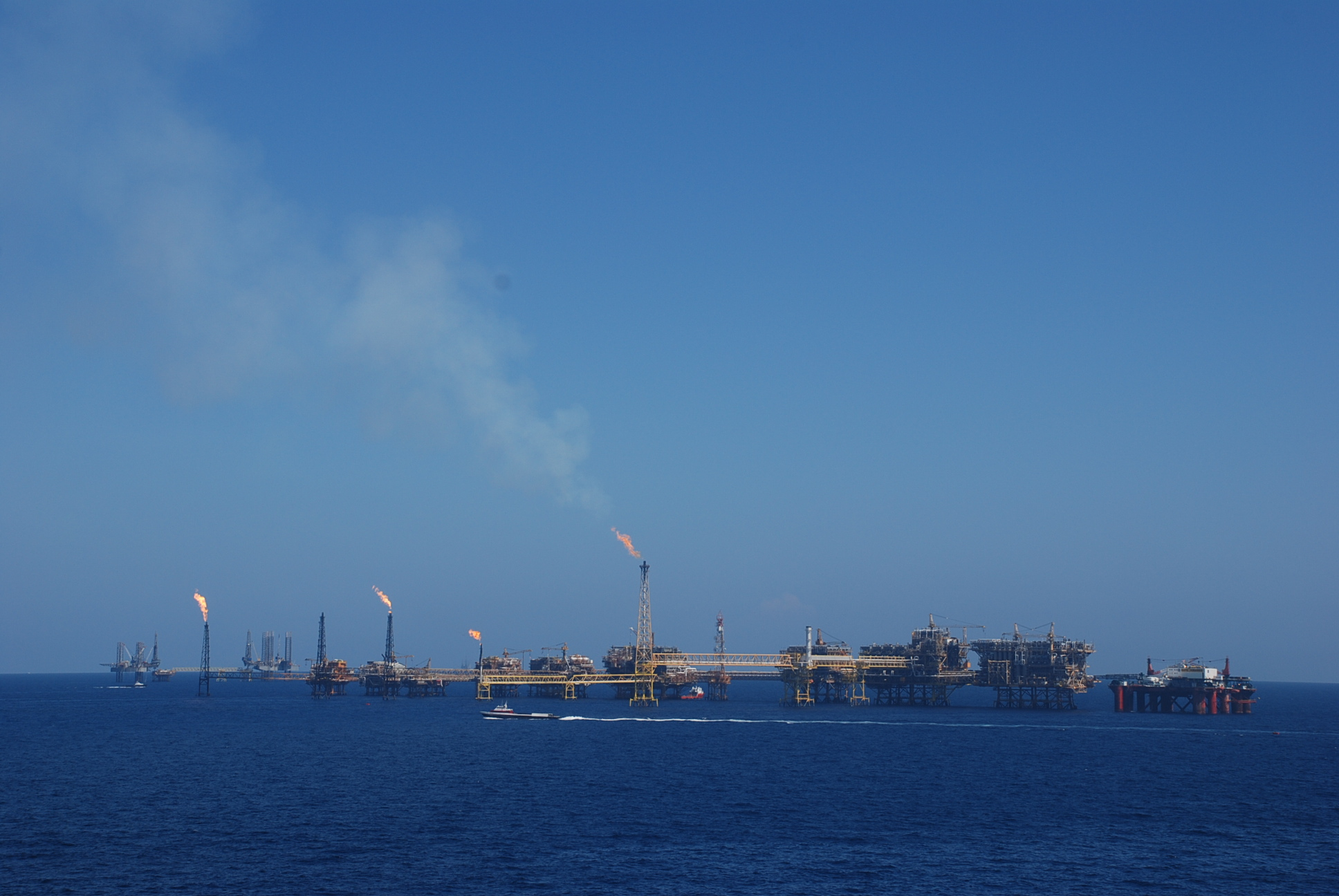
Plataformas petroleras en la sonda de Campeche.

El 1 de diciembre de 1976, al asumir la presidencia de la república, José López Portillo lo designó director general de Petróleos Mexicanos, y trascendió que durante su campaña presidencial Díaz Serrano, ayudado por sus contactos y por su conocimiento en la industria petrolera, le habría presentado las pruebas de la existencia de grandes depósitos de petróleo en lo que después se denominó la sonda de Campeche; desde el cargo de director de Pemex, Díaz Serrano protagonizó el entonces denominado boom petrolero mexicano, en el transcurso del cual México se convirtió en el cuarto productor mundial de crudo, lo que permitió el inicio de grandes obras públicas y el supuesto desarrollo económico del país, basado en los créditos internacionales contratados con garantía del precio del barril del petróleo mexicano; este hecho convirtió a Díaz Serrano en uno de los más serios aspirantes a la candidatura del PRI a la presidencia de México para suceder a López Portillo. Sin embargo, a mediados de 1981, ante la reducción de los precios del petróleo realizada por los países miembros del OPEP, Díaz Serrano resolvió que México también reduciría el precio de su petróleo en 4.00 USD, pero hizo este ajuste sin consultar al gabinete económico mexicano, en particular a quien era teóricamente su superior, el secretario de Patrimonio y Fomento Industrial, José Andrés de Oteyza, quién rechazó la medida y obligó a restablecer el anterior precio, lo que significó la pérdida inmediata de los clientes internacionales de Pemex. Ante esta situación, el 6 de junio de 1981 Díaz Serrano renunció a la dirección de Pemex, y con ello terminaron sus aspiraciones presidenciales. Fue sustituido por Julio Rodolfo Moctezuma, y la candidatura del PRI le correspondió a Miguel de la Madrid, postulado como tal el 25 de septiembre del mismo año, el 5 de octubre, López Portillo designó a Díaz Serrano embajador de México ante la Unión Soviética, cargo en el que permaneció hasta el 16 de abril de 1982. El derrumbe en los precios internacionales del petróleo causó, a la postre, la más grave crisis económica que había habido en México hasta entonces y, en la práctica, la quiebra de las finanzas públicas.

## Desafuero

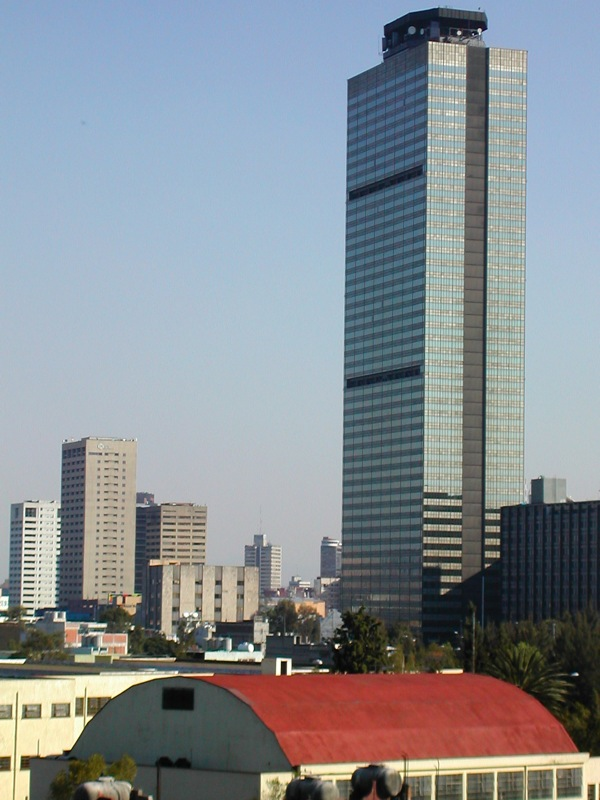
Torre Pemex, construida durante la gestión de Jorge Díaz Serrano

Renunció a la embajada y volvió al país al ser postulado candidato del PRI a Senador de la República por el estado de Sonora en fórmula con Fernando Mendoza Contreras, resultando elegidos el 4 de julio de 1982 y asumiendo la senaduría el 1 de septiembre del mismo año. Se desempeñaba en el cargo cuando el Secretario de la Contraloría General de la Federación, Francisco Rojas Gutiérrez, lo acusó ante la Procuraduría General de la República de fraude por 35 millones de dólares durante su gestión al frente de PEMEX al haber comprado dos buques tanque con un sobreprecio; al tener fuero constitucional como legislador, fue necesario un juicio de procedencia ante la Cámara de Diputados para poder retirárselo, la cámara se reunió constituida como jurado de procedencia el 30 de julio de 1983 y tras escuchar los argumentos de la PGR y del propio Díaz Serrano, votó mayoritariamente su desafuero, siendo inmediatamente arrestado, permaneció los siguientes cinco años en prisión. Su desafuero se realizó en el contexto de las promesas de campaña de Miguel de la Madrid, que tuvo como lema electoral Por la renovación moral, que buscaría castigar la corrupción y dispendio del régimen de López Portillo.
Liberado sin que se le hubiera comprobado oficialmente los delitos de los que se le acusaba, se retiró de la actividad política y murió el 25 de abril de 2011 en la Ciudad de México.

## Vida familiar
Su segunda esposa fue Helvia Martínez Verdayes, quien fue la modelo para la creación de la Fuente de la Diana cazadora y de la Fuente de Petróleos obras del escultor Juan Fernando Olaguíbel que actualmente se encuentran en una de las glorietas del Paseo de la Reforma y en Anillo Periférico respectivamente.